# نيلسون ألوم
نيلسون ألوم (بالإندونيسية: Nelson Alom) (27 أكتوبر 1990 - ) هو لاعب كرة قدم إندونيسي في مركز الوسط. شارك مع منتخب إندونيسيا تحت 23 سنة لكرة القدم. أما مع النوادي، فقد لعب مع برسيبورا جايابورا.

## روابط خارجية
- نيلسون ألوم على موقع قاعدة بيانات كرة القدم.إي يو (الإنجليزية)
- نيلسون ألوم على موقع Soccerway.com (الإنجليزية)